# 도브맨
토머스 바틀렛(영어: Thomas Bartlett, 1981년 10월 13일 ~ 현재)은 도브맨(Doveman)이라는 이름으로 활동하고 있는 미국의 피아니스트, 프로듀서이자 가수이다. 도브맨이라는 이름으로 네 장의 음반을 발매하였으며, 밴드 글로밍에서 네 장을, 이 외에도 듀오 음반 두 장을 발매하였다.
프로듀서로서도 바틀렛은 다양한 아티스트와 협업하였다. 콜 미 바이 유어 네임의 사운드트랙에 수록된 수프얀 스티븐스의 ‘Mystery of Love’는 제90회 아카데미상에서 주제가상에 후보로 올랐으며, 제61회 그래미에서 비주얼 미디어 노래 부문에 후보로 이름을 올렸다.

## 디스코그래피

### 프로듀싱
| 연도 | 음악가                | 음반                                 | 역할                                                                                             |
| ---- | --------------------- | ------------------------------------ | ------------------------------------------------------------------------------------------------ |
| 2007 | 샘 아미던             | But This Chicken Proved Falsehearted | 프로듀서, 엔지니어, 믹서                                                                         |
| 2011 | 저스틴 비비언 본드    | Dendrophile                          | 프로듀서                                                                                         |
| 2012 | 글렌 핸사드           | Rhythm and Repose                    | 프로듀서                                                                                         |
| 2012 | 줄리아 스톤           | By the Horns                         | 공동 프로듀서 w/ Patrick Dillett                                                                 |
| 2012 | 해나 코언             | Child Bride                          | 프로듀서                                                                                         |
| 2012 | 저스틴 비비언 본드    | Silver Wells                         | 프로듀서                                                                                         |
| 2013 | 트릭시 휘틀리         | Fourth Corner                        | 프로듀서                                                                                         |
| 2013 | 벨 X1                 | Chop Chop                            | 공동 프로듀서 w/ Peter Katis                                                                     |
| 2013 | 샘 아미던             | Bright Sunny South                   | 공동 프로듀서 w/ Jerry Boys                                                                      |
| 2014 | 글로밍                | The Gloaming                         | 프로듀서                                                                                         |
| 2014 | 애나 칼비             | Strange Weather                      | 프로듀서                                                                                         |
| 2014 | 던 랜즈               | Bluebird                             | 프로듀서                                                                                         |
| 2015 | 마사 웨인라이트       | Pleasure Boy                         | 프로듀서                                                                                         |
| 2015 | 마그네틱 필즈         | Didn't He Ramble                     | 공동 프로듀서 w/ Dave Odlum                                                                      |
| 2015 | 수프얀 스티븐스       | Carrie & Lowell                      | 프로듀서, 믹서                                                                                   |
| 2015 | 글로밍                | 2                                    | 프로듀서                                                                                         |
| 2016 | 마사 웨인라이트       | Goodnight City                       | 공동 프로듀서 w/ Brad Albetta                                                                    |
| 2016 | 마그네틱 필즈         | 50 Song Memoir                       | addition production                                                                              |
| 2017 | 크리스 타일           | Thanks For Listening                 | 프로듀서                                                                                         |
| 2017 | 아드리안 크롤리       | Dark Eyed Messenger                  | 프로듀서, 엔지니어, 믹서                                                                         |
| 2017 | 수프얀 스티븐스       | Call Me By Your Name soundtrack      | 프로듀서, 엔지니어, 믹서 "Mystery of Love", "Visions of Gideon", "Futile Devices (Doveman remix) |
| 2017 | 수프얀 스티븐스       | "Exploding Whale (Doveman remix)"    | 프로듀서                                                                                         |
| 2018 | 오노 요코             | Warzone                              | 공동 프로듀서 w/ Yoko Ono, 엔지니어                                                              |
| 2018 | 올리비아 체니         | Shelter                              | 프로듀서, 엔지니어                                                                               |
| 2018 | 조앤 애즈 폴리스 우먼 | Damned Devotion                      | 공동 프로듀서 w/ Joan Wasser and Parker Kindred                                                  |
| 2018 | 맨디 패틴킨           | Diary: January 27, 2018              | 프로듀서, 엔지니어, 믹서                                                                         |
| 2018 | 라이                  | Blood                                | 프로듀서 & 공동 작사 및 작곡, "Please" and "Softly"                                              |
| 2018 | 세인트 빈센트         | Masseducation                        | 프로듀서                                                                                         |
| 2018 | 글로밍                | Live at NCH                          | 프로듀서                                                                                         |
| 2018 | 루퍼스 웨인라이트     | "The Sword of Damocles" (single)     | 프로듀서                                                                                         |
| 2018 | 노라 존스             | "My Heart is Full" (single)          | 프로듀서, 엔지니어, 공동 작사 및 작곡                                                            |
| 2018 | 타이투르              | I Want To Be Kind                    | 프로듀서, 엔지니어                                                                               |
| 2018 | 수프얀 스티븐스       | "Lonely Man of Winter (Doveman Mix)" | 프로듀서                                                                                         |
| 2019 | 헨리 제이미슨         | Gloria Duplex                        | 프로듀서, 엔지니어                                                                               |
| 2019 | 라이                  | Spirit                               | 프로듀서, 공동 작사 및 작곡                                                                      |
| 2019 | 안젤로 드 어거스틴    | Tomb                                 | 프로듀서, 엔지니어, 믹서                                                                         |
| 2019 | 글로밍                | 3                                    | 프로듀서                                                                                         |
| 2019 | 플로렌스 앤 더 머신   | Jenny of Oldstones                   | 프로듀서, 엔지니어, 믹서                                                                         |
| 2019 | 노라 존스             | Begin Again                          | 프로듀서, 공동 작사 및 작곡, 엔지니어                                                            |
| 2020 | 미나 틴들             | Sister                               | 프로듀서                                                                                         |
| 2020 | 베벨 길베르토         | Agora                                | 프로듀서, 공동 작사 및 작곡, 엔지니어                                                            |
| 2020 | 혹스                  | Violence in a Quiet Mind             | 공동 프로듀서, 엔지니어                                                                          |
| 2020 | 사운드 오브 메탈      | Green                                | 프로듀서, 엔지니어                                                                               |
| 2021 | 줄리아 스톤           | Sixty Summers                        | 공동 프로듀서, 공동 작사 및 작곡, 엔지니어                                                       |